# Едамер
Едамер (на нидерландски: Edammer) известно и като Едам е вид холандско сирене, произведено от краве мляко.

## История
Едамер получава наименованието си по името на пристанищния град Едам, в провинция Северна Холандия, от където е било изнасяно за Франция и Испания още през ХІV век.
Още през ХІV – XVIIІ век това холандско сирене става много популярно както в родината си, така и в чужбина, поради неговата издръжливост и възможност за употреба и през продължително пътуване. Според легенди сиренето станало още по-популярно поради това, че на холандските кораби ползвали питите като снаряди за корабните оръдия. Вярно или не, но е факт, че Едамер е твърдо и с кръгла форма наподобяваща формата на снаряд.
В миналото сиренето се е правело в специални дървени форми. Тези дървени форми често били ползвани като шлемове от местното население по време на войни и бунтове. Благодарение на този факт холандците били наричани от своите противници „сиреняви глави“.
Първоначално сиренето се произвежда от пълномаслено мляко в селските ферми. По-късно започва да се прави от пастьоризирано или от смес от пастьоризирано и непастьоризирано мляко. Днес се произвежда в много страни – както в типичната му кръгла форма, така и във формата на блок.

## Характеристика
Кръглата форма и ярко-червената восъчна кора на питите правят Едамер едно от най-познатите сирена. В Холандия се яде и Едам с жълта восъчна кора, а черната восъчна кора означава, че сиренето е зряло поне 17 седмици. Вътрешността му е гладка, с бледо-жълт цвят.
Вкусът на сиренето е леко орехов, а ароматът се усилва с узряването. Младият едамер е мек, леко сладък и ароматен, докато зрелият е твърд, по-сух и солен и със силен вкус и аромат, и подходящ и за настъргване. За най-добро се смята сиренето, зряло около година и половина.
От ХІХ век Едамер не се прави от пълномаслено, а от частично обезмаслено мляко. Сиренето има по-ниско съдържание на мазнини (40%) в сравнение със сиренето Гауда (48%).
В търговската мрежа обикновено се продава на пити от 1,7 кг, но се предлага и в по-малък размер – т.нар. „бейби Едамер“. Едамер се продава и на пити в двоен размер, оцветени с каротин и предназначени за износ. Във Франция се прави също вариант на Едамер в двоен размер, под името сирене Мимолет.
Сиренето продавано в Холандия се продава без восъчно покритие, освен през туристическия сезон. Сиренето за износ изисква допълнителна защита по време на транспортиране и е с восъчно покритие, и се разпознава лесно по своя ярко червен или оранжев цвят. Извън Холандия се предлага и Едамер с черно парафинено покритие, отлежало в продължение на най-малко 17 седмици.
В 100 грама сирене Едамер се съдържат мазнини 27.8 g, въглехидрати 1.43 g, белтъчини 24.99 g.

## Консумация
Обикновено сиренето се консумира младо, докато консистенцията му е еластична и мека, а вкусът е сладък и орехов. При по-зрелите сирена вкусът е по пикантен. Едам се комбинира добре с бели вина Ризлинг и Шардоне и с тъмна бира.